# Lossie
 (juillet 2014).
Si vous disposez d'ouvrages ou d'articles de référence ou si vous connaissez des sites web de qualité traitant du thème abordé ici, merci de compléter l'article en donnant les références utiles à sa vérifiabilité et en les liant à la section « Notes et références ».
La Lossie (gaélique écossais : Uisge Losaidh) est un fleuve du nord-est de l'Écosse. Ptolémée (90 - 168), le géographe greco-romain, la nomma ost. Loxa Fl.. Le fleuve commence dans les collines au-dessus de Dallas, en Moray, et sa source se situe à 400 mètres d'altitude. Elle débouche sur la mer à Lossiemouth dans la Moray Firth. Lors de sa traversée d'Elgin, son débit en temps normal est au mieux très lent. Le gradient entre Elgin et Lossiemouth est quasi imperceptible, avec une dénivelée de moins de 5 mètres.

## Villages
(du sud au nord)
- Dallas
- Kellas
- Paddockhaugh
- Pittendreich
- Elgin
- Calcots
- Lossiemouth